# 皮特·贝斯特
兰多夫·彼得·"皮特"·贝斯特（英語：Randolph Peter "Pete" Best，1941年11月24日—）是一名英国音乐家，知名於他是披头士最初确定下来的鼓手。他出生于英属印度金奈市。1945年随其母莫娜·贝斯特（1924—1988）移居利物浦。披头士（当时的the Quarrymen）在他母亲开的咖啡馆中举办了他们最初的几场演唱会。贝斯特当时和披头士以及他的第一个乐队黑色杰克（the Black Jacks）一起演出。
披头士于1960年8月12日到汉堡首次演出之前邀请贝斯特加入。但是他最终于1962年8月16日被林格·斯塔取代，当时，披头士刚刚在阿比路录音室首次录音完，而披头士的经理布莱恩·爱普斯坦在约翰·列侬、保罗·麦卡特尼、乔治·哈里森的指令下解雇了贝斯特。几个月后，披头士在英国取得了空前成功。后来，由于音乐事业上的不成功，贝斯特成为了一名公务员，一干就是20年，在这之后，贝斯特组建皮特·贝斯特乐队。在1963年，他与妻子凯西结婚，两人婚姻生活幸福，在超过50年的婚姻中，育两女，并成为了四个孩子的祖父母。